# Konstantin Paskalew
Konstantin Paskalew (bułg. Константин Паскалев) – bułgarski kulturysta przynależny do federacji International Federation of BodyBuilders (IFBB).

## Osiągi
- 2007:
  - European Amateur Championships – federacja IFBB, kategoria "Classic Short" – IV m-ce
  - World Amateur Championships – fed. IFBB, kat. "Classic Medium" – IV m-ce
- 2008:
  - European Amateur Championships – fed. IFBB, kat. "Classic Short" – II m-ce
- 2009:
  - European Amateur Championships – fed. IFBB, kat. "Classic Short" – II m-ce